# 馮兆寧
馮兆寧（英語：Popeye Fung Siu Ning，1964年8月16日—），早年就讀慈幼英文學校，畢業於珠海學院新聞系，曾為亞視新聞主播及無綫新聞外電新聞編輯，前經濟動力總幹事。

## 生平
1989年，加入香港電台第一台任職時事節目主持 （页面存档备份，存于）。
1992年，转亞洲電視新聞部。
2003年，任高級編輯主任。
2004年雅典奧運後，轉職為副編輯主任。
2006年，任《百年中國》旁白。
2007年年初，转入幕后工作。
2009年2月12日，在亚洲電視裁員行動中被裁。
曾擔任《六點鐘新聞》主播。繆美詩離職後，馮兆寧的《新聞故事》環節改為孫兆勤負責、改為主持《時事追擊》。
亞洲電視搬遷到大埔前主要負責《亞洲早晨》的編輯。後主要負責編輯其他新聞時段、《六點鐘新聞》主播及《時事追擊》節目。
2009年2月7日及2月8日的《六點鐘新聞》最后一次在亚洲电视出场。
2009年7月12日及7月19日，主持香港电台《時事摘錄》的〈新聞定格〉環節，以及《左右紅藍綠》。
2009年6月16日，前自由黨立法會議員組成經濟動力，任總幹事一職。
2012年5月，返回亞視新聞擔任總編輯。
2012年9月3日，向亞視提出請辭，但其後獲挽留。
2014年4月底，轉投無綫新聞，任外電新聞編輯。
2015年12月，主持《世界觀》。後回到巢港台，成為香港電台第一台的《藍地球》撰稿人之一，並親自錄製由他撰稿的世界時事評論，亦為港台電視部分外購紀錄片擔當配音員。